# Hiszpania na Zimowych Igrzyskach Olimpijskich Młodzieży 2012
Hiszpanię na Zimowych Igrzyskach Olimpijskich Młodzieży 2012, które odbywały się w Innsbrucku reprezentowało 9 zawodników.
Szefem misji był Manex Azura.

## Skład reprezentacji Hiszpanii

### Narciarstwo alpejskie
Chłopcy
| Zawodnik      | Konkurencja     | Wyniki       | Wyniki       | Wyniki       | Wyniki       |
| Zawodnik      | Konkurencja     | Runda 1      | Runda 2      | Razem        | Miejsce      |
| ------------- | --------------- | ------------ | ------------ | ------------ | ------------ |
| Adria Bertran | Slalom          | Nie ukończył | Nie ukończył | Nie ukończył | Nie ukończył |
| Adria Bertran | Slalom gigant   | 59.94        | Nie ukończył | Nie ukończył | Nie ukończył |
| Adria Bertran | supergigant     |              |              | 1:08.21      | 24           |
| Adria Bertran | superkombinacja | 1:06:88      | Nie ukończył | Nie ukończył | Nie ukończył |

Dziewczęta
| Zawodniczka  | Konkurencja     | Wyniki        | Wyniki        | Wyniki        | Wyniki        |
| Zawodniczka  | Konkurencja     | Runda 1       | Runda 2       | Razem         | Miejsce       |
| ------------ | --------------- | ------------- | ------------- | ------------- | ------------- |
| Ona Rocamora | slalom          | Nie ukończyła | Nie ukończyła | Nie ukończyła | Nie ukończyła |
| Ona Rocamora | slalom gigant   | 1:01.12       | 1:01.38       | 2:02.50       | 22            |
| Ona Rocamora | supergigant     |               |               | 1:08.99       | 19            |
| Ona Rocamora | superkombinacja | Nie ukończyła | Nie ukończyła | Nie ukończyła | Nie ukończyła |

### Biegi narciarskie
Chłopcy
| Zawodnik       | Konkurencja   | Wyniki  | Wyniki  |
| Zawodnik       | Konkurencja   | Czas    | Miejsce |
| -------------- | ------------- | ------- | ------- |
| Adrian Clavero | Bieg na 10 km | 34:52.2 | 36      |

Dziewczęta
| Zawodniczka   | Konkurencja  | Wyniki  | Wyniki  |
| Zawodniczka   | Konkurencja  | Czas    | Miejsce |
| ------------- | ------------ | ------- | ------- |
| Yaiza Barajas | Bieg na 5 km | 19:04.0 | 36      |

Sprint
| Zawodnicy      | Konkurencja | Kwalifikacje | Kwalifikacje | Ćwierćfinał   | Ćwierćfinał   | Półfinał       | Półfinał       | Finał          | Finał          |
| Zawodnicy      | Konkurencja | Razem        | Wyniki       | Razem         | Wyniki        | Razem          | Wyniki         | Razem          | Wyniki         |
| -------------- | ----------- | ------------ | ------------ | ------------- | ------------- | -------------- | -------------- | -------------- | -------------- |
| Adrian Clavero | sprint      | 1:51.80      | 31           | Nie awansował | Nie awansował | Nie awansował  | Nie awansował  | Nie awansował  | Nie awansował  |
| Yaiza Barajas  | sprint      | 2:04.37      | 20 Q         | 2:12.6        | 6             | Nie awansowała | Nie awansowała | Nie awansowała | Nie awansowała |

### Hokej na lodzie
Chłopcy
| Zawodnik   | Konkurencja                         | Kwalifikacje | Kwalifikacje | Wielki finał  | Wielki finał  |
| Zawodnik   | Konkurencja                         | Punkty       | Miejsce      | Punkty        | Miejsce       |
| ---------- | ----------------------------------- | ------------ | ------------ | ------------- | ------------- |
| Paul Cerda | konkurs umiejętności indywidualnych | 0            | 16           | Nie awansował | Nie awansował |

Dziewczęta
| Zawodniczka | Konkurencja                         | Kwalifikacje | Kwalifikacje | Wielki finał   | Wielki finał   |
| Zawodniczka | Konkurencja                         | Punkty       | Miejsce      | Punkty         | Miejsce        |
| ----------- | ----------------------------------- | ------------ | ------------ | -------------- | -------------- |
| Irene Senac | konkurs umiejętności indywidualnych | 8            | 11           | Nie awansowała | Nie awansowała |

### Skeleton
Chłopcy
| Zawodnik     | Konkurencja | Wyniki  | Wyniki  | Wyniki  | Wyniki  |
| Zawodnik     | Konkurencja | Runda 1 | Runda 2 | Razem   | Miejsce |
| ------------ | ----------- | ------- | ------- | ------- | ------- |
| Marc Alcaraz | ślizg       | 1:00.98 | 1:01.40 | 2:02.38 | 13      |

### Snowboarding
Chłopcy
| Zawodnik    | Konkurencja | Kwalifikacje | Kwalifikacje | Kwalifikacje | Półfinał      | Półfinał      | Półfinał      | Finał         | Finał         | Finał         |
| Zawodnik    | Konkurencja | Runda 1      | Runda 2      | Miejsce      | Runda 1       | Runda 2       | Miejsce       | Runda 1       | Runda 2       | Miejsce       |
| ----------- | ----------- | ------------ | ------------ | ------------ | ------------- | ------------- | ------------- | ------------- | ------------- | ------------- |
| Manex Azula | halfpipe    | 35.00        | 49.00        | 10           | Nie awansował | Nie awansował | Nie awansował | Nie awansował | Nie awansował | Nie awansował |
| Manex Azula | slopestyle  | 40.00        | 62.25        | 9 Q          |               |               |               | 29.00         | 33.50         | 17            |

Dziewczęta
| Zawodniczka  | Konkurencja | Kwalifikacje | Kwalifikacje | Kwalifikacje | Półfinał       | Półfinał       | Półfinał       | Finał          | Finał          | Finał          |
| Zawodniczka  | Konkurencja | Runda 1      | Runda 2      | Miejsce      | Runda 1        | Runda 2        | Miejsce        | Runda 1        | Runda 2        | Miejsce        |
| ------------ | ----------- | ------------ | ------------ | ------------ | -------------- | -------------- | -------------- | -------------- | -------------- | -------------- |
| Sara Eguibar | halfpipe    | 35.50        | 31.25        | 11           | Nie awansowała | Nie awansowała | Nie awansowała | Nie awansowała | Nie awansowała | Nie awansowała |